# Sant Joan de les Abadesses
Sant Joan de les Abadesses (parfois francisé Saint-Jean-des-Abbesses) est une commune d'Espagne dans la communauté autonome de Catalogne, province de Gérone, de la comarque du Ripollès.

## Géographie

### Localisation
Sant Joan de les Abadesses est une commune des Pyrénées située le long de la rivière Ter dans la vallée du même nom. La ville est entourée au Nord par la chaine de montagnes de la Serra Cavallera, et au Sud par la montagne Sant Antoni.
| Ogassa | Ogassa                     | Camprodon                     |
| Ripoll | Sant Joan de les Abadesses | Sant Pau de Segúries          |
| Ripoll | Vallfogona de Ripollès     | La Vall de Bianya, (Garrotxa) |

### Climat
La commune bénéficie d'un climat continental humide caractérisé par des précipitations abondantes et un écart de température important entre la période hivernal et estival.

## Histoire

### Préhistoire
Des preuves d'établissement d'hommes dans la vallée de Sant Joan de les Abadesses depuis le Paléolithique inférieur est attesté par des fouilles archéologiques.

### Antiquité
La région fut très peu influencée par la culture latine bien que la voie romaine de la Via Augusta passait à travers la vallée en direction du col d'Ares.

### Moyen Âge
Les origines de la ville remontent à la fondation du monastère de Sant Joan de les Abadesses par Guifred le Velu en 887. Ce fut l'un des premiers couvents fondés en Catalogne, et la première abbesse de celui-ci fut Emma de Barcelone, fille de Wilfred. La communauté bénédictine se développa tout au long du Xe siècle autant en richesse, qu'en importance dans la région. Cependant, en 1017, les religieuses, accusées d'enfreindre les règles selon lesquelles elles étaient censées vivre, furent expulsées par une Bulle pontificale du pape Benoît VIII,.
Cette expulsion initia une période d'instabilité qui dura jusqu'au rétablissement sous  Ramon Berenguer III des chanoines de l'ordre de saint Augustin au XIIe siècle. Les nouveaux moines augustins reconstruisirent une grande partie du monastère, ainsi que l'ajout d'une nouvelles églises pour le monastère lui-même et la paroisse de Saint-Pol. Un rayonnement culturel et artistique émanait du  monastère au cours de cette période, comme en témoignent ses vastes archives de chants de troubadours.
À côté de cela, la ville de Sant Joan se développe autour du monastère. Initialement, les laïcs vivaient autour de l'église de Sant Pol, dans le quartier aujourd'hui connu sous le nom d'El Raval. Mais la population croissante de la ville a nécessité la construction d'une ville fortifiée (la Vila Vella) sur un terrain connu sous le nom d'El Vinyal. Cette partie de la ville abritait de nombreuses guildes médiévales.
Au fil du temps, le pouvoir dans la ville est passé du religieux au laïc. La ville est devenue une capitale carliste et a subi les conséquences des guerres avec la France voisine.

### Contemporain
Au milieu du XIXe siècle, l'exploitation du charbon commença à Ogassa, précipitant la construction d'un chemin de fer reliant Sant Joan à Barcelone. Le chemin de fer fut achevé le 17 octobre 1880. Cette infrastructure a accéléré la croissance et l'industrialisation de la ville. Comme d'autres villes le long du fleuve Ter, de nombreuses usines et colonies industrielles ont été construites pour tirer parti de l'énergie hydraulique du fleuve. Un citoyen de la ville a introduit le savoir pour la fabrication de béton dans la péninsule ibérique, et la ville elle-même devint pionnière dans la fabrication du béton.
Pendant la guerre civile espagnole des années 1930, la ville s'est rebaptisée Puig-Alt de Ter (Haute-Colline du Ter). Alors que les forces de l'Espagne républicaine se repliaient vers la frontière française, beaucoup passèrent par la ville. Les soldats républicains détruisent, sur leur passage, les ponts et la gare, dans le but de couvrir leur retraite. Après la guerre, la ville se reconstruit et diversifie ses industries.

## Lieux et monuments
- Monastère de Sant Joan de les Abadesses (IXe siècle)
- église romane Saint-Pol, bâtie au (XIIe siècle) comme église paroissiale, elle le reste jusqu'au XIXe siècle, elle est dédiée à Saint Jean et Saint Pol. Elle est désormais en ruines.
- Pont Vell, pont de style gothique (Moyen Âge)

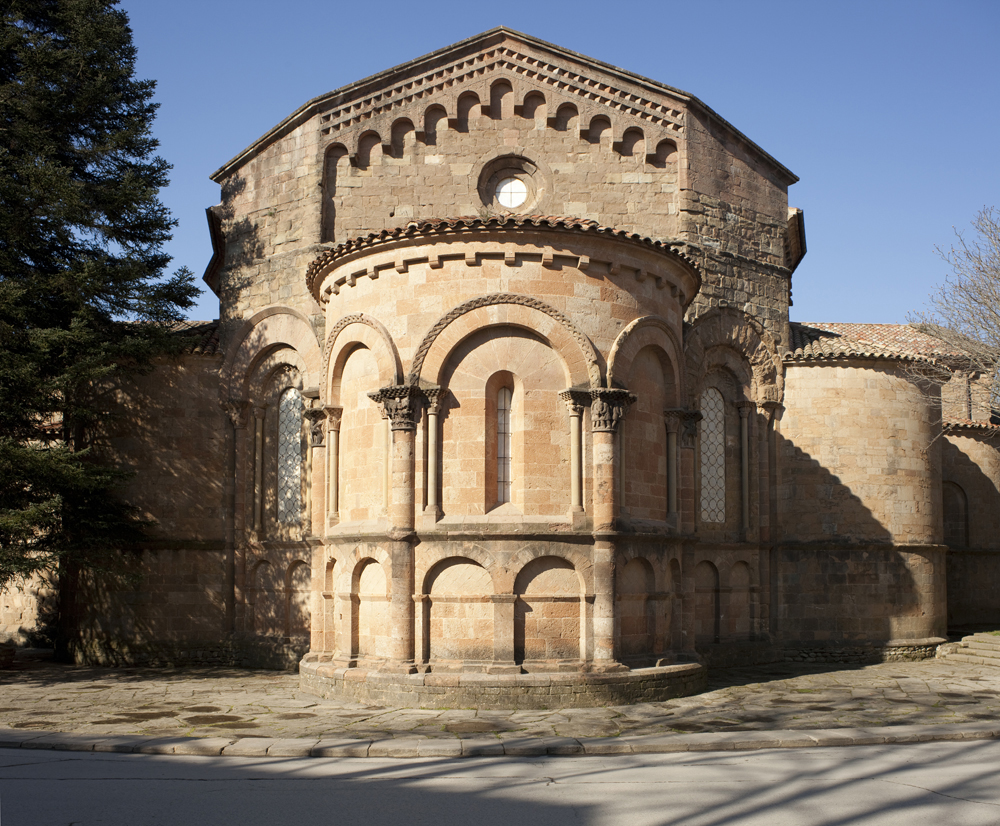
Monastère de Sant Joan de les Abadesses

## Jumelage
Le Palais-sur-Vienne (France)
 San Luis Potosí (Mexique)